# Зубов Василь Олексійович
Василь Олексійович Зубов (1905, село Расловка Перша Саратовського повіту Саратовської губернії, тепер Гагарінського району Саратовської області, Російська Федерація — 1982, місто Москва, тепер Російська Федерація) — радянський військовий політпрацівник, генерал-майор, начальник політичного управління Прикарпатського військового округу.

## Життєпис
Народився в селянській родині.
Член ВКП(б) з 1927 року.
З жовтня 1927 року служив у Червоній армії.
До 1940 року — на політичній роботі в 9-й армії РСЧА.
З 1940 до березня 1941 року — заступник начальника із партійно-політичної роботи у військових академіях та школах Політичного управління Генерального штабу РСЧА.
У березні — вересні 1941 року — військовий комісар 28-го стрілецького корпусу РСЧА Прибалтійського Особливого військового округу.
З 6 грудня 1942 до 9 липня 1945 року — член Військової ради 8-ї армії Ленінградського фронту. Учасник німецько-радянської війни.
З 1945 року — на військово-політичній роботі в Радянській армії.
У грудні 1954 — березні 1957 роках — начальник політичного управління Прикарпатського військового округу.
Потім — у відставці.
Помер 1982 року в Москві. Похований на Кунцевському цвинтарі Москви.

## Військові звання
- полковий комісар
- генерал-майор (6.12.1942)

## Нагороди
- орден Леніна (20.04.1953)
- два ордени Червоного Прапора (24.03.1942, 6.11.1947)
- орден Кутузова ІІ ст. (5.10.1944)
- два ордени Червоної Зірки (22.02.1941, 3.11.1944)
- медаль «За відвагу» (21.05.1940)
- медаль «За оборону Ленінграда» (3.07.1943)
- медаль «За перемогу над Німеччиною у Великій Вітчизняній війні 1941—1945 рр.» (1945)
- медалі